# Bruno Hidber
Bruno Hidber CSsR (* 22. September 1943 in Chur) ist ein Schweizer Ordensgeistlicher und Moraltheologe.

## Leben
Am 16. Oktober 1965 trat er den Redemptoristen bei und wurde am 16. August 1970 zum Priester geweiht. Sein Philosophie- und Theologiestudium schloss er im Studentenheim der Redemptoristen in der Gemeinde Gars am Inn ab. Er studierte an den Universitäten Tübingen und Regensburg Fundamentaltheologie und Dogmatik. Er promovierte in Theologie 1977.  Er lehrte ab 1978 an der Pontificia Accademia Alfonsiana. Von 1995 bis 2001 war er Präsident der Pontificia Accademia Alfonsiana. Am 24. November 1999 ernannte ihn der Staatssekretär Kardinal Angelo Sodano zum ordentlichen Mitglied der Päpstlichen Akademie für Theologie.

## Schriften (Auswahl)
- Glaube – Natur – Übernatur. Studien zur „Methode der Vorsehung“ von Kardinal Dechamps. Frankfurt am Main 1978, ISBN 3-261-02626-X.
- als Herausgeber mit Josef Römelt: In Christus zum Leben befreit. Für Bernhard Häring. Freiburg im Breisgau 1992, ISBN 3-451-22874-2.